# Psychoda pseudominuta
Psychoda pseudominuta és una espècie d'insecte dípter pertanyent a la família dels psicòdids.

## Descripció
- Antenes amb 16 artells i 0,66-0,76 mm de llargària.
- Ales amb 1,36-1,64 mm de longitud i 0,52-0,60 d'amplada.
- Placa subgenital de la femella en forma de campana.
- És força similar a Psychoda minuta pel que fa als aparells reproductors de tots dos gèneres.[5]

## Distribució geogràfica
Es troba a Àsia: Taiwan i la península de Corea.